# Courant de gauche
Le Courant de gauche (Corriente de Izquierda, CI) est une organisation politique uruguayenne, membre du Front large, qui se présente depuis 1999 en tant que liste électorale 5 271). Fondé en 1997 par le Mouvement de libération nationale - Tupamaros (MLN-T), le Mouvement de participation populaire (MPP) et d'autres groupes radicaux  , le CI comprenait alors le député indépendant Helios Sarthou (élu sur les listes du MPP) et l'ex-Tupamaro Jorge Zabalza.
En novembre 1998, à la suite, notamment, de conflits entre Zabalza, la direction du MLN-T et le président du Front large, Tabaré Vázquez, le MLN-T décida que son alliance avec l'extrême-gauche au sein du Courant de gauche était incompatible avec ses engagements au sein du Front, et s'en retira donc. Toutefois, au cours du IVe Congrès du MPP (février 1999), celui-ci décida d'accorder la possibilité de la double adhésion, au MPP et au Courant de gauche, à ses membres, ce dont profitèrent Zabalza et Helios Sarthou. L'ex-Tupamaro et l'avocat travailliste, qui avait auparavant été élu sénateur sur les listes du MPP, se présentèrent ainsi sur les listes autonomes du Courant de gauche (n°5 271), participant du Front large, aux élections de 1999, sans parvenir à obtenir d'élu.
Au IVe Congrès du Front large (21-23 septembre 2001), le CI s'opposa au « Compromis pour le changement pour le nouveau siècle » soutenu par Tabaré Vázquez et le reste des composantes du Front, mais sa motion n'obtint que 5 % des voix. La liste 5 271 du CI se présenta à nouveau aux élections de 2004, avec Helios Sarthou à sa tête, qui ne réussit pas à se faire élire.
En août 2008, le Courant de gauche décida, par 19 voix contre 12, de rester au sein du Front large, ce qui suscita la démission d'Helios Sarthou, qui considérait que ce dernier s'engageait vers une voie trop centriste,. Par conséquent, la liste 5 271 du CI était menée, aux élections de 2009, par Darío Estades, et faisait partie de la sublema El presidente para todos, aux côtés de la liste 609 (MPP, etc.), de la liste 1 001 (Parti communiste) et d'autres listes mineures, représentant ainsi le pôle le plus à gauche du Front large.